# 大和町 (宮崎市)
大和町（やまとちょう）とは、宮崎県宮崎市内の地名。中央東地域自治区に属している。郵便番号は880-0878。

## 地理
宮崎市の中心部、中央東地域自治区に属する。日向学院中学校・高等学校が町域の大部分を占める。東部・北部は住宅地となっている。
北を青葉町、東を吉村町、南を宮脇町、西を宮崎駅東2-3丁目と接する。

## 歴史
- 昭和20年頃 - 吉村町から大和町が成立。
- 2004年 - 堀川町・浄土江町・昭和町・宮脇町・大和町・青葉町のそれぞぞれ一部をもって、宮崎駅東1丁目-3丁目が成立。

## 世帯数と人口
2023年（令和5年）9月1日現在の世帯数と人口は以下の通りである。
| 町丁   | 世帯数  | 人口  |
| ------ | ------- | ----- |
| 大和町 | 213世帯 | 342人 |

## 小・中学校の学区
市立小・中学校に通う場合、学区は以下の通りとなる。
| 町名   | 小学校           | 中学校           |
| ------ | ---------------- | ---------------- |
| 大和町 | 宮崎市立檍小学校 | 宮崎市立檍中学校 |

## 交通

### バス
宮交グループの運営するバスが営業している。

## 施設
- 日向学院中学校・高等学校